# Mesochorus turgidus
Mesochorus turgidus är en stekelart som beskrevs av Dasch 1974. Mesochorus turgidus ingår i släktet Mesochorus och familjen brokparasitsteklar. Inga underarter finns listade i Catalogue of Life.